# Don Q Son of Zorro
Don Q, Son of Zorro is een Amerikaanse stomme film uit 1925, gebaseerd op het personage Zorro. De film is een vervolg op de film The Mark of Zorro uit 1920.

## Verhaal
De film draait om de zoon van Don Diego de Vega, Cesar. Cesar is in Spanje voor zijn studie. Hij toont zijn vrienden zijn kunsten met de zweep, maar slaat daarbij per ongeluk de veer van de hoed van Don Sebastian. Deze daagt Cesar meteen uit tot een duel. Hun duel wordt onderbroken door een op hol geslagen stier. De stier dreigt Sebastian te vertrappen, maar hij wordt op het nippertje gered door Cesar. Dit maakt Sebastian alleen maar kwader. Het hele gebeuren wordt gadegeslagen door koningin Isabella en haar gast, de Oostenrijkse aartshertog Paul. Ze vraagt meteen om Cesars gezelschap. Een andere vriend van Caesar, Don Fabrique Borusta, biedt aan Cesar aan hare majesteit voor te stellen.
Ondertussen ontmoet Cesar Dolores, de dochter van zijn vaders oude Generaal de Muro. De twee worden meteen verliefd, maar ook Sebastian heeft zijn zinnen gezet op Dolores en het fortuin van haar familie. De aartshertog nodigt Cesar uit in een lokale taverne. Sebastian smeed een complot met de hertog, en samen sluiten ze Cesar op in de taverne samen met enkele misdadigers. Vervolgens gaat Sebastian naar de generaal, en vraagt om Dolores’ hand. Tot zijn ongenoegen heeft Cesar kunnen ontsnappen, en is bezig een serenade te zingen voor Dolores. De aartshertog probeert Cesar eigenhandig te verslaan, maar die ontsnapt met gemak. Wanneer hij de reactie van het jonge koppel ziet, weet de aartshertog dat Cesar Dolores’ hart gewonnen heeft.
Hoewel hij geen geld heeft, heeft Don Fabrique een plan om het te maken in het leven. Hij knutselt een “uitnodiging” voor het grote bal dat de aartshertog geeft in elkaar, en verstoord het feest. Op datzelfde feest wordt Sebastian door de aartshertog zwaar vernederd vanwege zijn mislukte pogingen Dolores het hof te maken, en omdat hij ook slecht is in kaartspellen. Uiteindelijk draait Sebastian door, trekt zijn zwaard, en steekt de aartshertog neer. Wanneer Cesar de kamer binnenkomt, slaat Sebastian hem neer in de hoop dat iedereen zal denken dat hij de aartshertog heeft gedood. De hertog kan met zijn laatste kracht nog een bericht op een speelkaart schrijven, waaruit blijkt dat Sebastian de echte dader is. Deze kaart wordt echter door Fabrique gestolen. De wachters arriveren, en arresteren Cesar. Hij zal meteen worden geëxecuteerd. Generaal de Muro geeft Cesar in het geheim een dolk zodat hij zelf zijn leven kan beëindigen. Cesar doet alsof hij zichzelf neersteekt, en valt in het water naast het kasteel.
Maanden gaan voorbij. Cesar neemt het alias van Don Q aan, en verstopt zich in de ruïnes van het oude familiekasteel. Fabrique is inmiddels gouverneur geworden. Sebastian doet alsof hij een goede vriend van gouverneur Fabrique is, maar in werkelijkheid is hij bang voor hem. Dolores, die nog altijd rouwt over Cesars “dood”, wordt gedwongen met Sebastian te trouwen. Net als ze op het punt staat het huwelijkscontract te tekenen, maakt Cesar zichzelf bekend. De koningin geeft direct het bevel Cesar te arresteren. Kolonel Matsado neemt de taak op zich en gaat Cesar achterna, maar wordt al snel door hem uitgeschakeld. Vervolgens ontvoerd Cesar Fabrique naar zijn schuilplaats om eindelijk zijn onschuld te bewijzen.
In de climax van de film ontdekken Sebastian en Matsado Cesars schuilplaats. Hier komt het tot een gevecht tussen Cesar, Sebastian, Matsado, en Cesars vader, Don Diego (die samen met Bernardo, de bediende van de Vega’s, naar Spanje was gekomen om zijn zoon te helpen). Fabrique bekent eindelijk de kaart te hebben gestolen waarop de aartshertog had geschreven dat Sebastian zijn moordenaar is. Sebastian wordt gearresteerd, en Cesar wordt herenigd met Dolores.

## Rolverdeling
| Acteur            | Personage            |
| ----------------- | -------------------- |
| Douglas Fairbanks | Cesar                |
| Donald Crisp      | Don Sebastian        |
| Stella De Lanti   | Koningin Isabella    |
| Warner Oland      | Aartshertog Paul     |
| Jean Hersholt     | Don Fabrique Borusta |
| Mary Astor        | Dolores              |
| Jack McDonald     | Generaal de Muro     |
| Albert MacQuarrie | Kolonel Matsado      |